# Gastronomía de Colombia

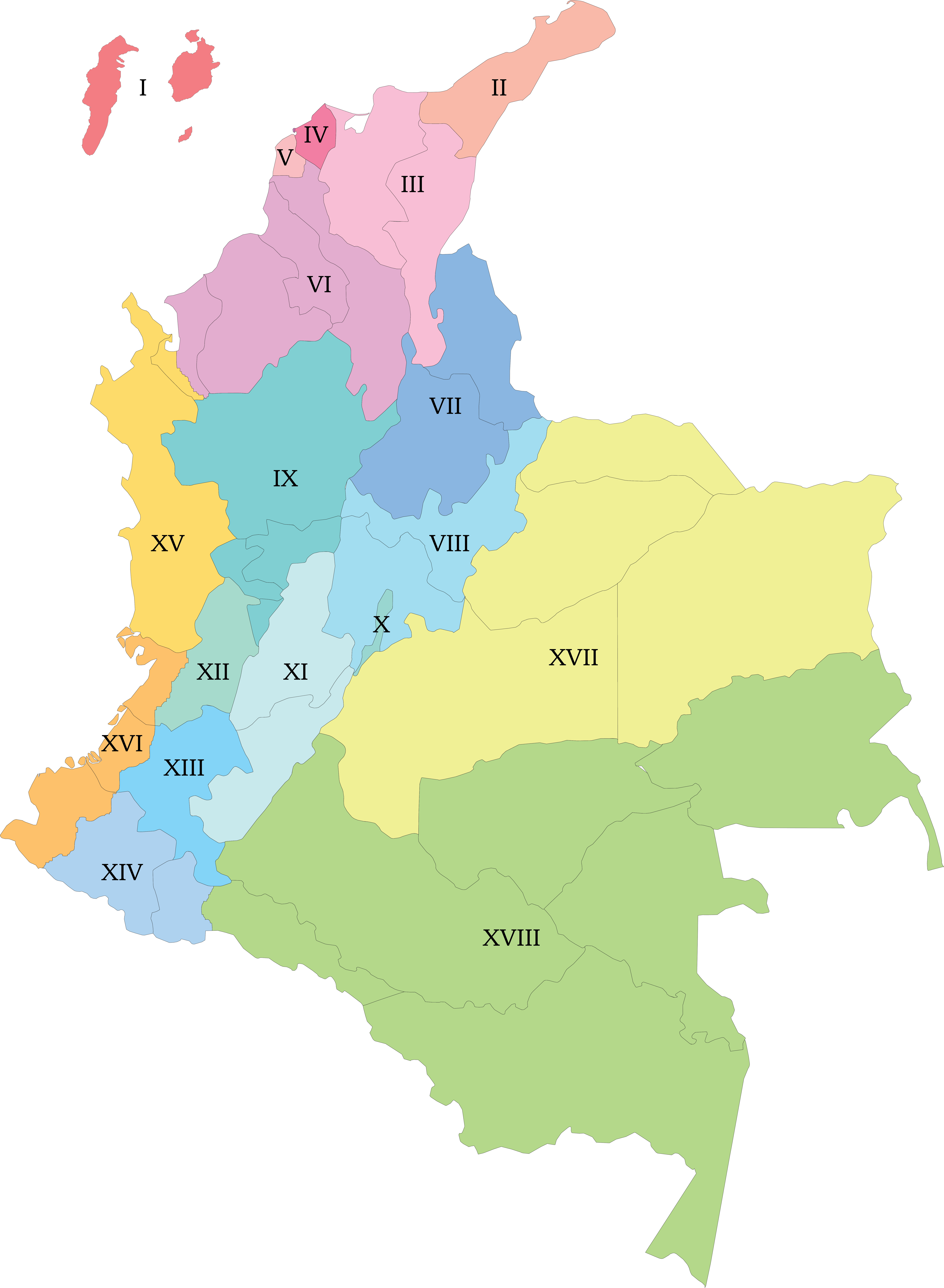
Regiones gastronómicas de Colombia: Biblioteca básica de cocinas tradicionales de Colombia. Ministerio de Cultura. 2013.
I. Islas
II. Guajira
III. Cesar y Magdalena
IV. Atlántico
V. Cartagena de Indias
VI. Sabanas Costeñas
VII. Santanderes
VIII. Boyacá
IX. Paisa
X. Bogotá y Cundinamarca
XI. Tolima Grande
XII. Valle del Cauca
XIII. Cauca
XIV. Nudo de los Pastos
XV. Pacífico Norte
XVI. Pacífico Sur
XVII. Llanos
XVIII. Amazonía

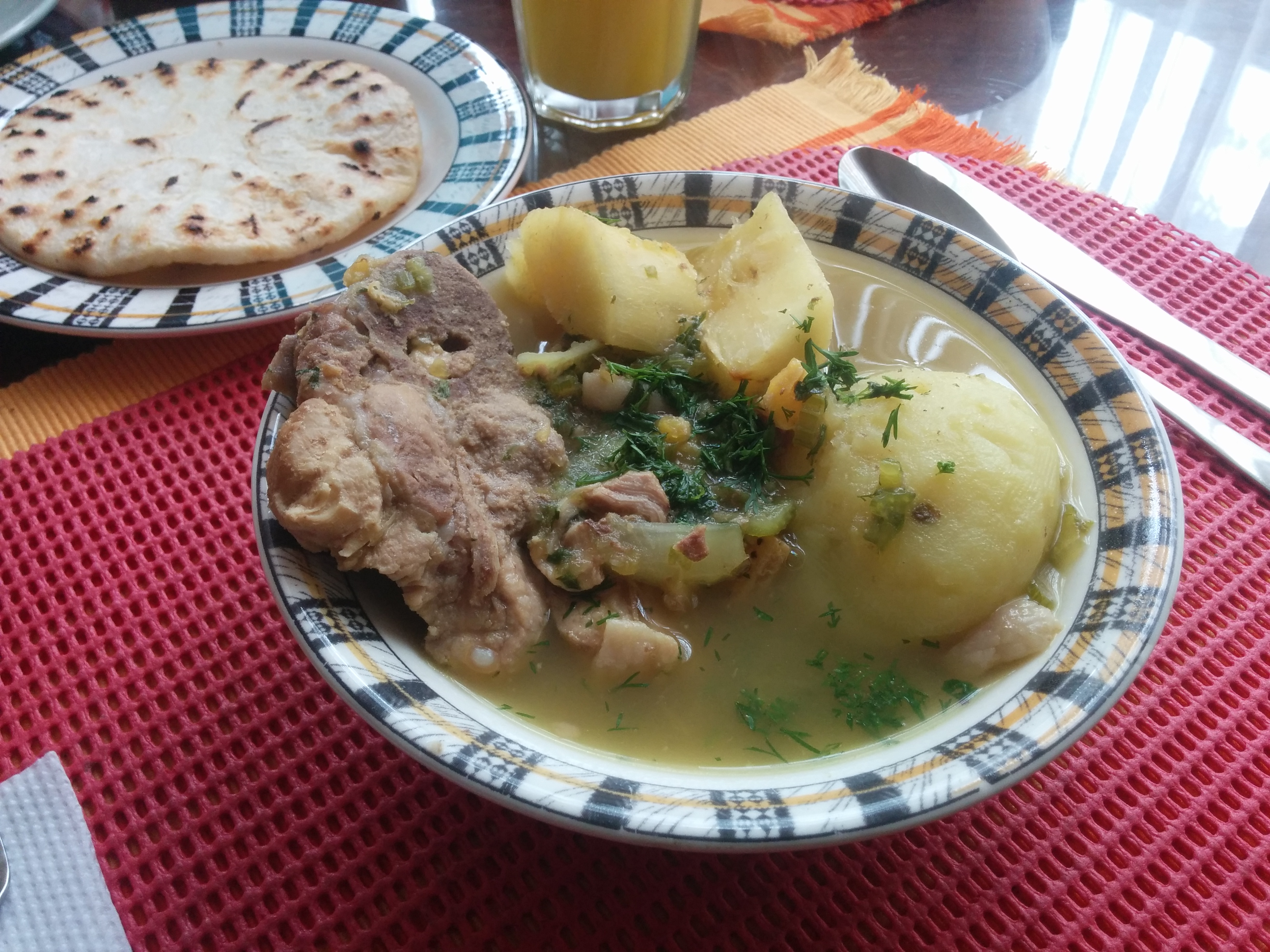
Sancocho de espinazo de cerdo.

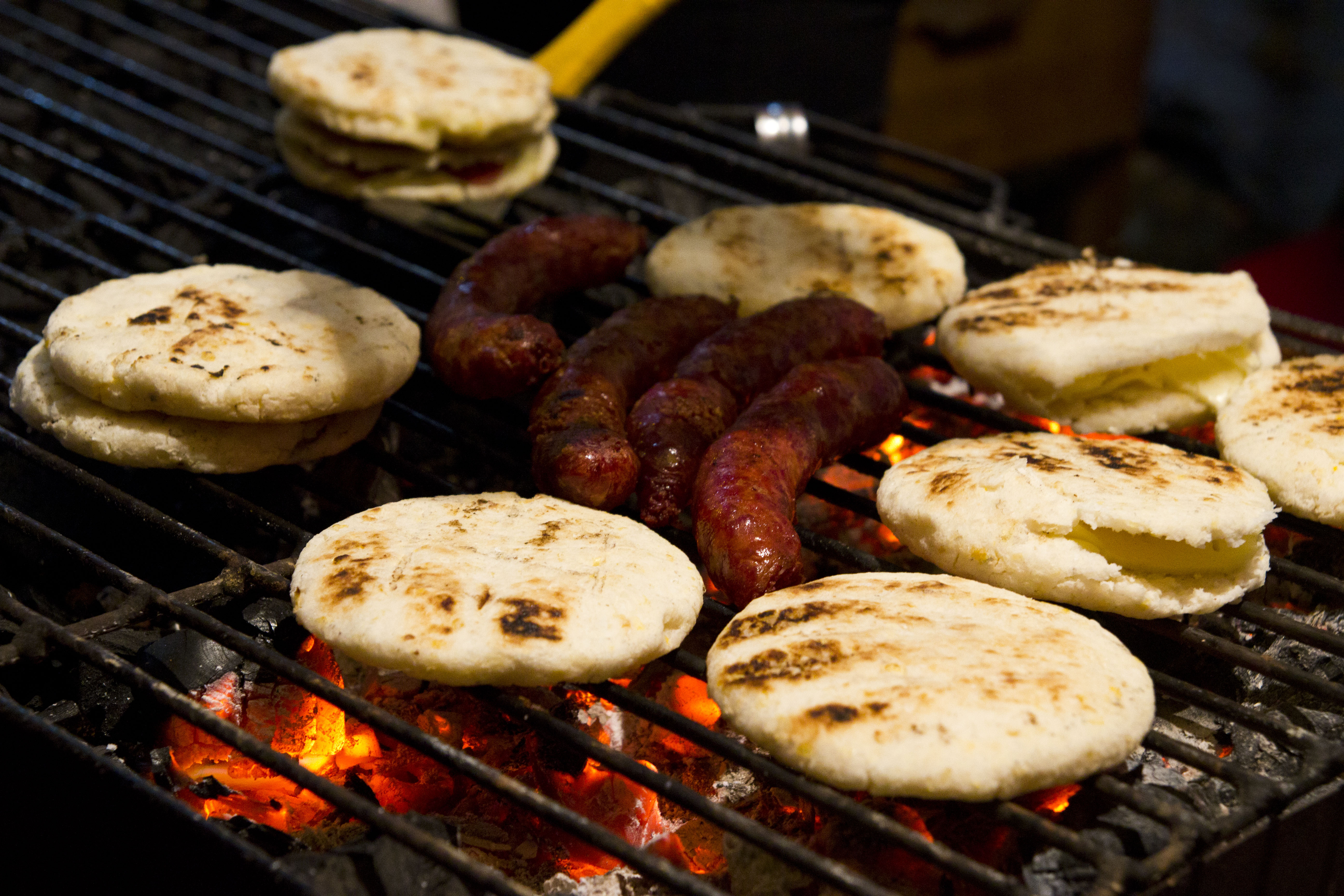
La arepa con chorizo es una comida rápida colombiana.

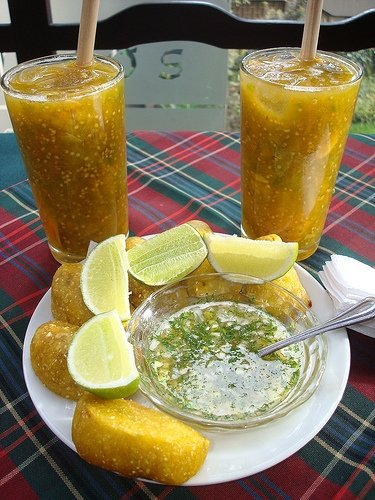
La lulada es una bebida típica del Valle del Cauca, especialmente de Cali, capital del departamento.

La gastronomía de Colombia es el resultado de la fusión de alimentos, prácticas y tradiciones culinarias de las culturas indoamericanas locales, europeas (principalmente española) y africanas. Aunque no hay consenso en cuanto a un único plato que represente a toda la gastronomía colombiana, son muy reconocidos la arepa y el tamal (estando ellas entre la comida ancestral indígena colombiana), el sancocho en sus distintas variantes, el ajiaco santafereño y la bandeja paisa, la lechona tolimense,  la ternera a la llanera (mamona), la changua, el mote de queso, el mute santandereano, el caldo de pajarilla, el cholado, el pandebono, y los pescados, sobre todo en las regiones costeras y ribereñas.
De la diversidad de fauna y flora en Colombia surge una variada gastronomía esencialmente criolla, con poca influencia de cocinas extranjeras. Los platillos colombianos varían en preparación e ingredientes por región e incorporan las tradiciones de las culturas española, indígena y africana. Algunos de los ingredientes más comunes en las preparaciones son cereales como el arroz y el maíz, tubérculos como la papa y la yuca, variedades de leguminosas (fríjoles), carnes como la de vaca, gallina, cerdo, cabra, cuy y otros animales silvestres, pescados y mariscos. Es importante también la variedad de frutas tropicales como el mango, el banano, la papaya, la guayaba, el lulo y la maracuyá.

## Región Andina

### Gastronomía paisa

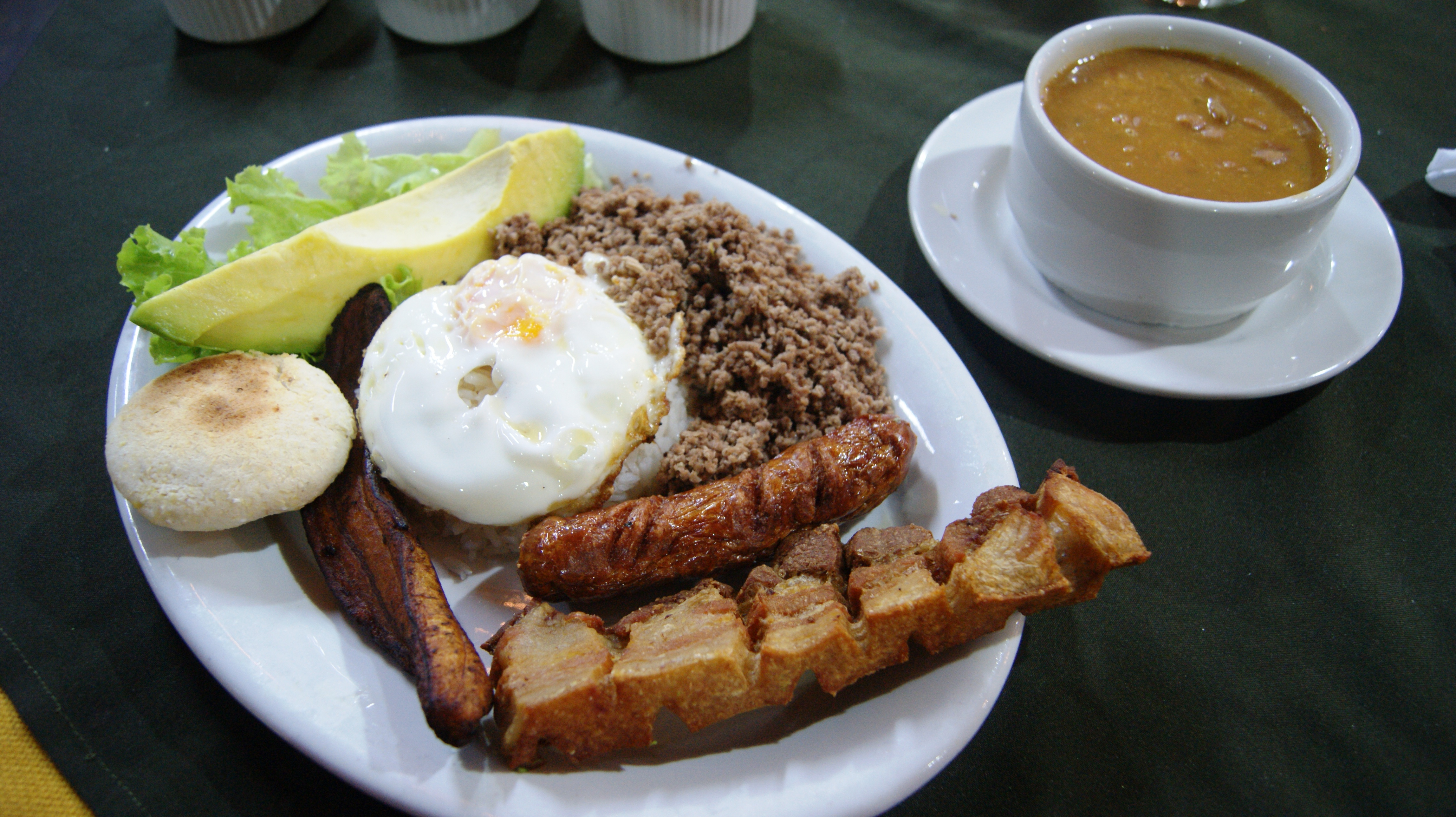
Plato tradicional de la gastronomía antioqueña, la "bandeja paisa".

En la subregión antioqueña la gastronomía tradicional trata de platos que nacieron y se desarrollaron en contextos rurales aislados del resto del país durante generaciones, los cuales han sobrevivido los procesos de industrialización, urbanismo y globalización. El plato típico antioqueño se compone por una bandeja con frijoles, arroz, huevo, tajadas de maduro, chicharrón, carne molida, morcilla, chorizo y aguacate.

### Bogotá y el Altiplano Cundiboyacense

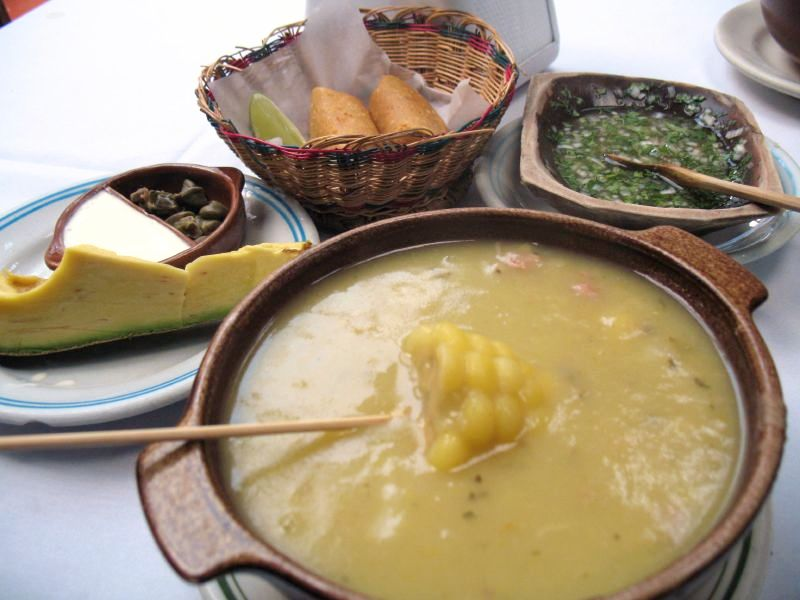
Plato tradicional de la gastronomía regional santafereña, el ajiaco cuenta con tres tipos de papa diferentes.

La gastronomía bogotana y del altiplano cundiboyacense surge de los indígenas muiscas y las tradiciones europeas. Los muiscas consumían mazamorras de maíz y mazamorras de papa como alimentos tradicionales condimentados con guasca para dar el sabor picante. Con la llegada de europeos, se adicionó el pollo y otros condimentos que hicieron transformar las mazamorras en pucheros y luego desarrollaron diferentes tipos de platos y sopas populares como el ajiaco, sancocho, la mazamorra, mondongo, etc. La papa y la guasca son ingredientes autóctonos de la región Andina y específicamente de la zona comprendida hoy por Cundinamarca, Boyacá y parte de los Santanderes.
| Platos fuertes - Ajiaco - Lomo al trapo - Sopa de arroz con mondongo (callos) - Carne Oreada - Crema de choclo - Mute Boyacense - Puchero Bogotano |  | - Caldo de pajarilla - Tamal con chocolate - Sobrebarriga con papas chorreadas - Sopa de cuchuco de trigo, maíz o cebada - Picada boyacense - Cocido boyacense - Indios (Tipo de envuelto propio de pueblos de Sotaquirá, Tuta en Boyacá) | Bebidas - Jugo de feijoa - Jugo de lulo - Sorbete de curuba - Masato - Chicha - Canelazo - Chucula - Chocolate santafereño con queso. - Salpicón de frutas - Sabajón |  | Postres - Mantecadas - Ensalada de frutas - Merengón (con guanábana, durazno, fresas, etc.). - Postre de natas - Brevas con arequipe - Naranja confitada con arequipe - Arroz con leche - Alfandoque - Mantecada (con hinojo o naranja) - Fresas con crema - Cuajada con melao |  | Otros platos - Fritanga bogotana - Compuesta de gallina asada, chorizos, morcilla, ubre de res, chunchullo (intestinos de res), papa criolla, papa sabanera, yuca y refajo (bebida que se obtiene mezclando cerveza con una gaseosa cola). - Envueltos de mazorca - Pasteles de yuca - Empanadas - Papa rellena - Arepas - de masa color amarilla y rellenas de queso o cuajada - Almojábana - Piragua (hojaldre con miel y queso) - Marranitos (salchicha apanada) - Cábano |

### Gran Tolima (Huila y Tolima)

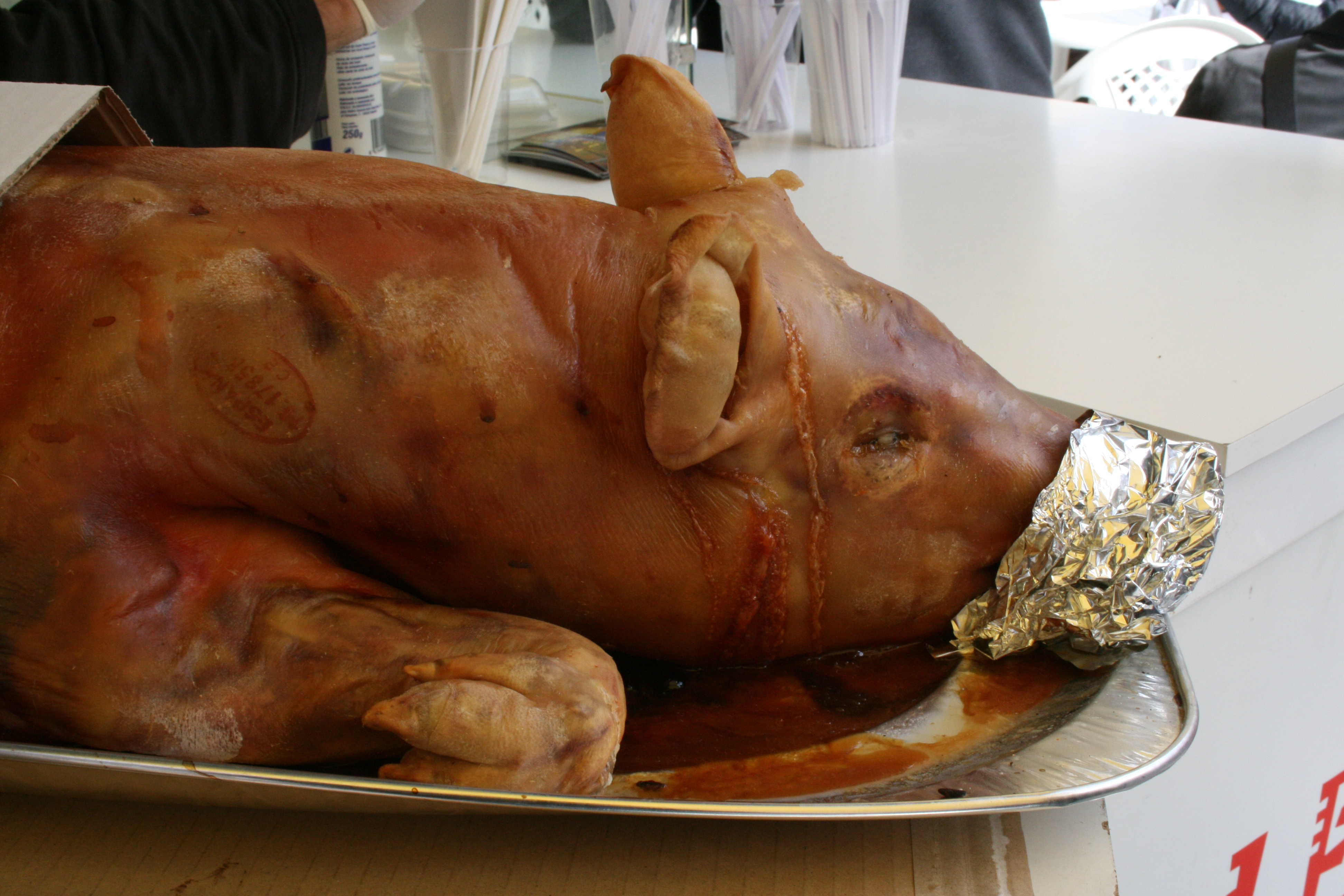
Lechona.

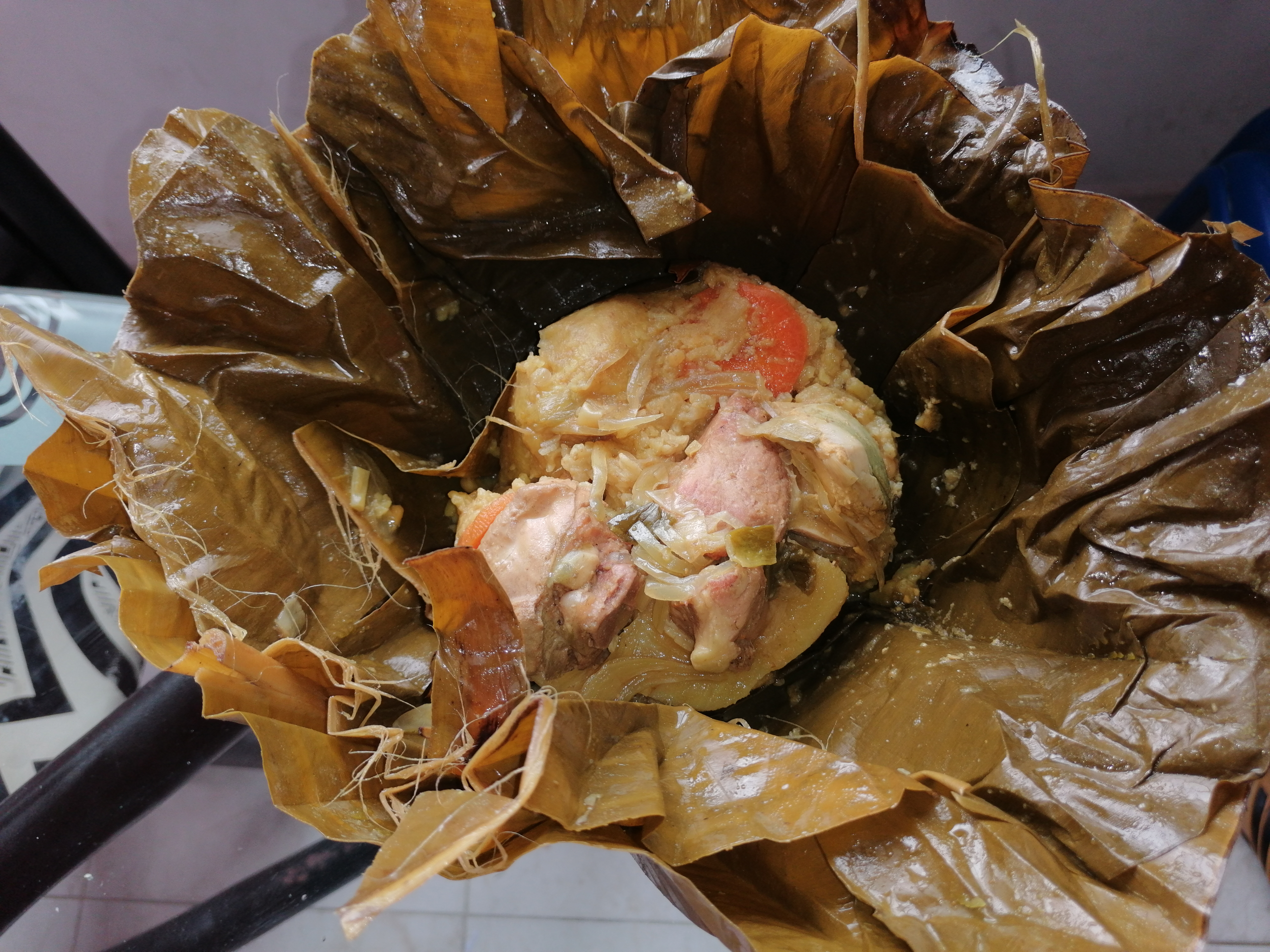
Tamal tolimense.

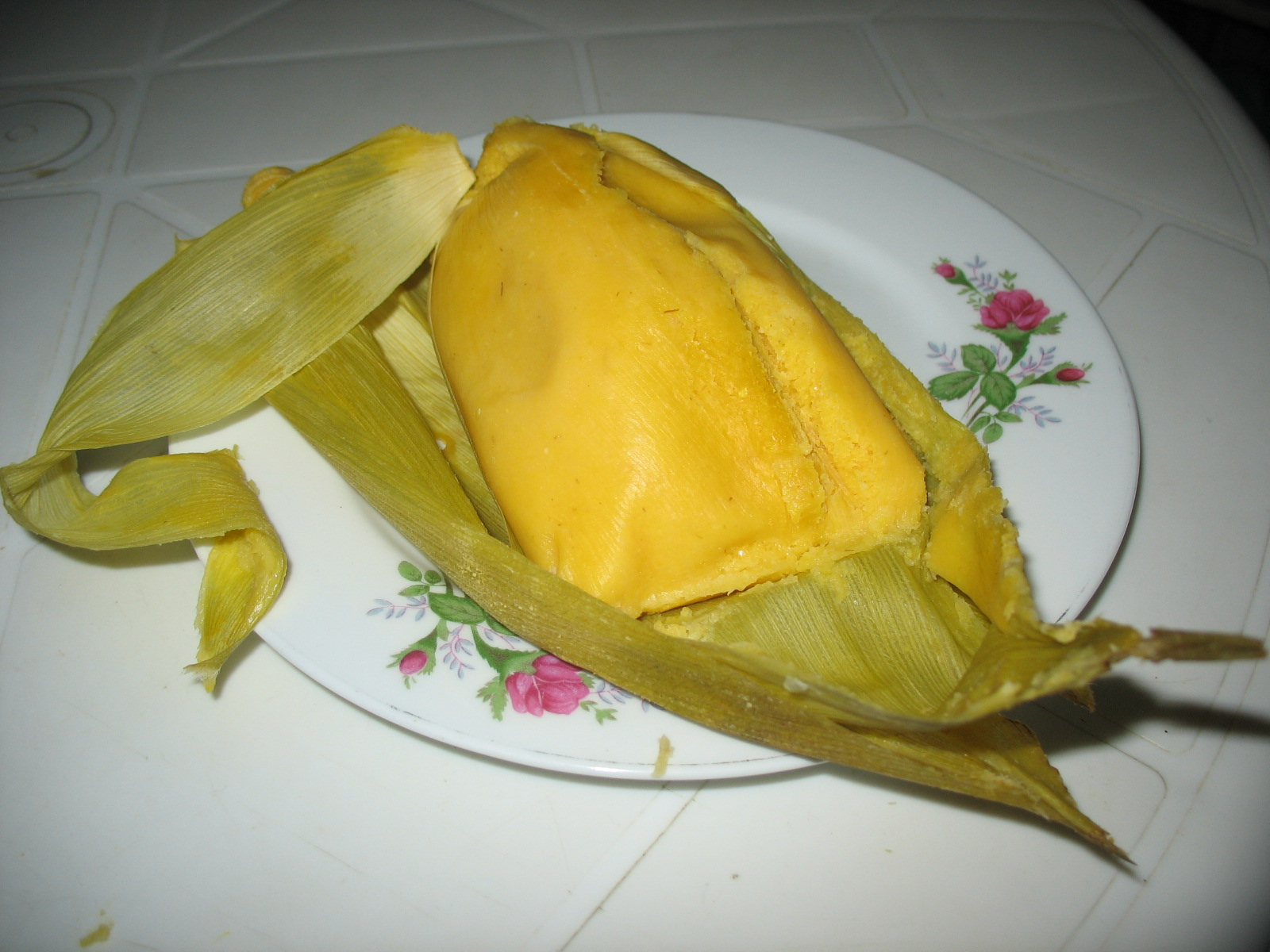
Envuelto de mazorca.

|  | Platos fuertes - Lechona - Asado huilense - Atollado o guiso saperopo - Fríjoles verdes con costilla - Viudo de bocachico o capaz - Tamal de biao "bijao" - Arepa orejiperro - Mojarra frita - Morcilla de choclo "chocolo" - Envuelto |  | Caldos y sopas - Caldo de costilla - Caldo de trucha - Caldo de pajarilla - Sopa de cuchuco de maíz añejo - Sopa de sancocho de pataló - Sopa de cuajada - Sopa de mazorca biche |  | Dulces, postres y bebidas - Insulso - María luisa - Cucas - Envueltos de choclo con queso o pastel de choclo - Envuelto de plátano maduro o de estaca |  | - Bizcochuelo - Suspiros - Panderos - Rosquete - Mistela |  | Bebidas - Chicha - Cacao (bebida a base de chocolate con adiciones como canela, clavos, nuez moscada) - Guarrús - Dulce de guayaba - Nochebuena (preparado generalmente para época de fin de año) - Coladas - Jugo boxeador - Candíl |  | - Bizcocho de achira - Bizcocho de cuajada o de manteca - Almojábana - Pan de esponja - Pan de yuca - Pojongos - Sevillana |

### Santanderes

#### Santander
Santander puede dividirse en varias subregiones con diferente gastronomía:

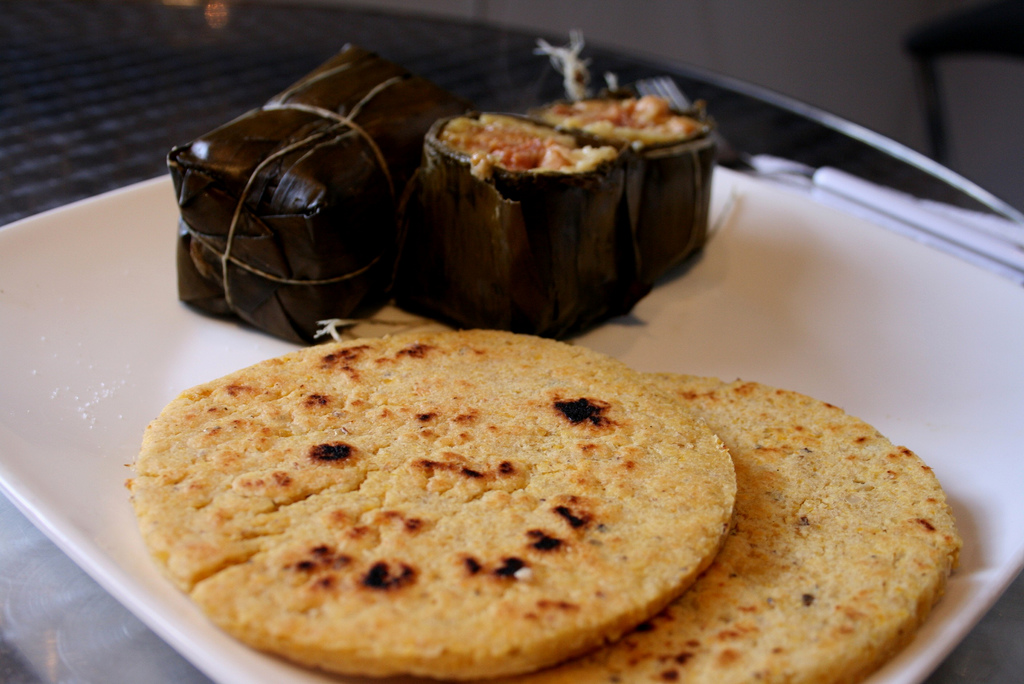
Arepa y tamal santandereano.

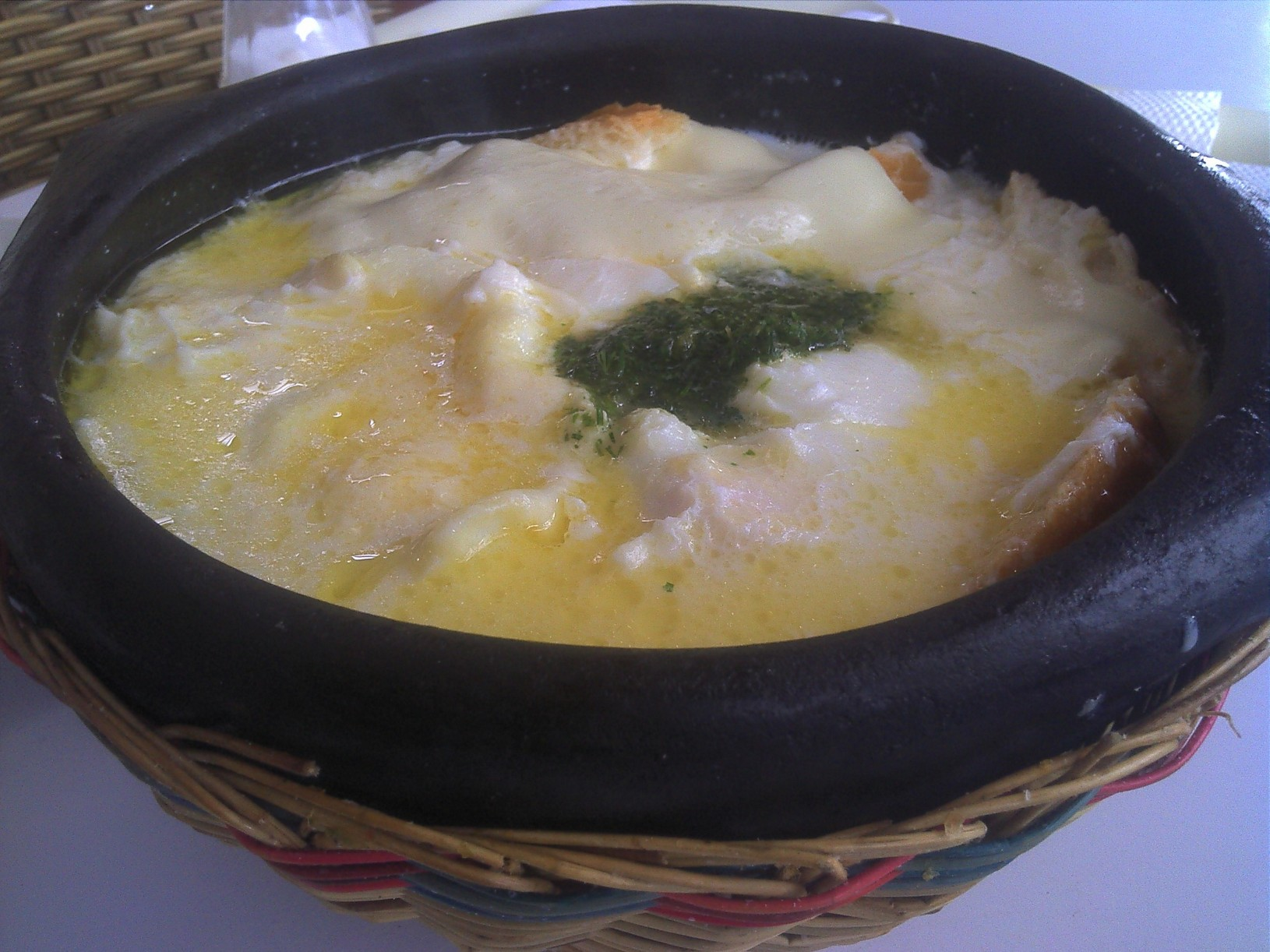
Changua o caldo de huevo.

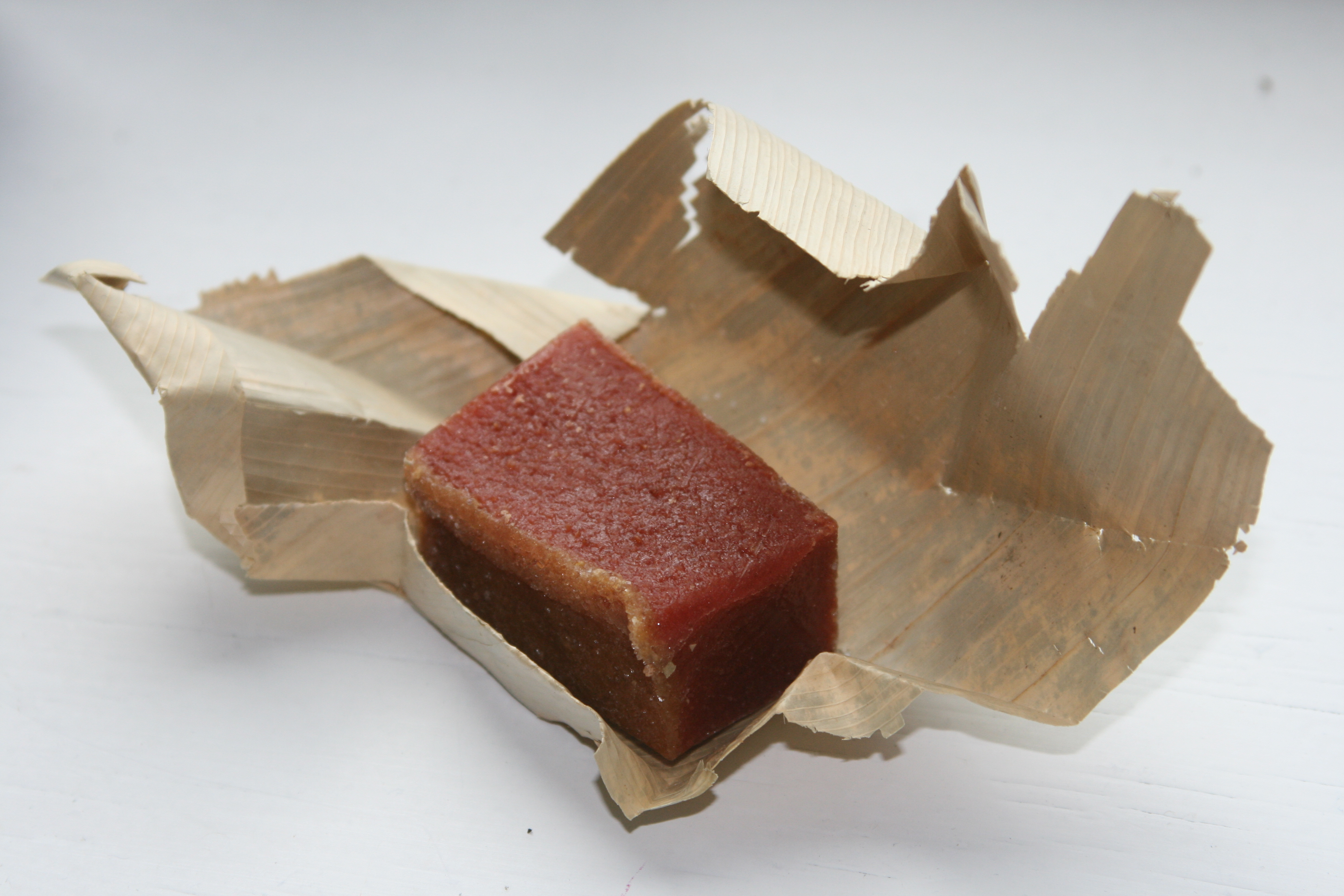
Bocadillo de pulpa de guayaba.

##### Área metropolitana de Bucaramanga
La gastronómica de esta área contiene una mezcla de la del departamento de Santander: mute, arepa y tamal santandereana, frijoles con pezuña, changua, caldo de huevo, queso envuelto en hoja, etc. Dulces entre otros: de arroz, de arroz combinado, de guayaba, de cidra, de apio, cortados de leche, gomitas azucaradas, etc.

##### Magdalena Medio
Al ser una subregión ribereña, el pescado es el plato típico, entre los más apetecidos se encuentran el bocachico y el bagre. La receta original del bocachico frito sudado en leche de coco surge en el corregimiento pesquero y turístico El Llanito, a 20 minutos del casco urbano de Barrancabermeja. Del mismo modo se acompaña el bocachico frito con patacón y suero costeño; también se consume el sancocho trifásico en leña o el sancocho de cabeza de bagre, y el mute santandereano hecho en casa. Esta subregión, ubicada a orillas del río Magdalena es consumidora de los diferentes platos de otras regiones de Colombia residentes en esa ciudad petrolera.

##### Provincia de Guanentá
Es una región turística por sus atractivos naturales. En los alrededores del parque nacional Natural Chicamocha, encontrará una variedad de restaurantes que ofrecen muchas opciones internacionales. Pero si lo que te interesa es probar la experiencia gastronómica típica de esta región, lo mejor es seguir los caminos reales para descubrir las comidas típicas de esta zona. Disfrutarás de comidas típicas como sancocho, carne oreada, mute, caldo de huevo, arepa amarilla, masato, guarapo, aguapanela, tamal y las exóticas hormigas culonas.

#### Norte de Santander
Aquí tenemos dos municipios con características gastronómicas importantes y diferenciadas:

##### Cúcuta
Son tradicionales platillos el pastel de garbanzo, el arroz con pollo, el arroz con carne, el arroz de arveja y el arroz de yuca. También lo es el mute, sopa preparada con carne de cerdo, maíz, papa y garbanzos, servida con arroz y pasteles de garbanzo. El cabrito, que se come asado o cocido, al igual que la pepitoria de cabrito, se prepara con asadura de corazón, riñón, hígado, fritas con cebolla y tomate, además de otros ingredientes. Por ser zona fronteriza con Venezuela, en Cúcuta también son tradicionales las hayacas. La turmada, también llamada sopa de pan, es una especie de torta seca, que se prepara con todos sus ingredientes cortados en rodajas y puestos en capas, huevos cocidos, papa sabanera, queso, cebolla, tomate, pimentón, perejil, apio porro, salchichón cervecero (opcional), consomé, leche, natas, salsa negra y pimienta. Se colocan todos los ingredientes cortados en rodajas por capas en la olla y se cocina a fuego lento con el consomé preparado con anterioridad para compactar los ingredientes. Este es el plato por excelencia de la capital nortesantandereana. En cuanto a bebidas tradicionales, se destaca el agua de panela, y en cuanto a dulces, los cortados de leche de cabra, los arrastrados, el dulce combinado y las solteritas.

##### Ocaña
La gastronomía ocañera es una mezcla cultural producto de las diferentes influencias provenientes de las distintas migraciones (árabes, españolas, alemanas, gitanas e indígenas). Entre los platos típicos se encuentran la arepa ocañera, el maíz, el tamal y las conservas, las preparaciones de pucheros y las sopas de vegetales, que pueden ser de fríjoles, plátano, ahuyama, arvejas, etcétera. El producto típico de Ocaña son las conservas de cebollas rojas. El pan ocañero tiene renombre en la región, elaborado con guarapo (nombre del fermento). La fruta más representativa es la "cocota", y además se consume el palmito y la flor del barbatusco.
| Platos fuertes - Pichón - Sopa de mute - Carne oreada - Pepitoria - Arroz trifásico - Bofe - Cabrito asado - Mute - Capón |  | - Tamal santandereano - Hayacas - Pasteles de garbanzo - Changua - Caldo de huevo - Arepa ocañera - Arepa santandereana - Tortilla de barbatusca - Ovejo - Génovas |  | Postres - Bocadillo veleño - Sabajón - Masato Otros platos - Hormiga culona - Habas fritas picantes |

### Valle del Cauca

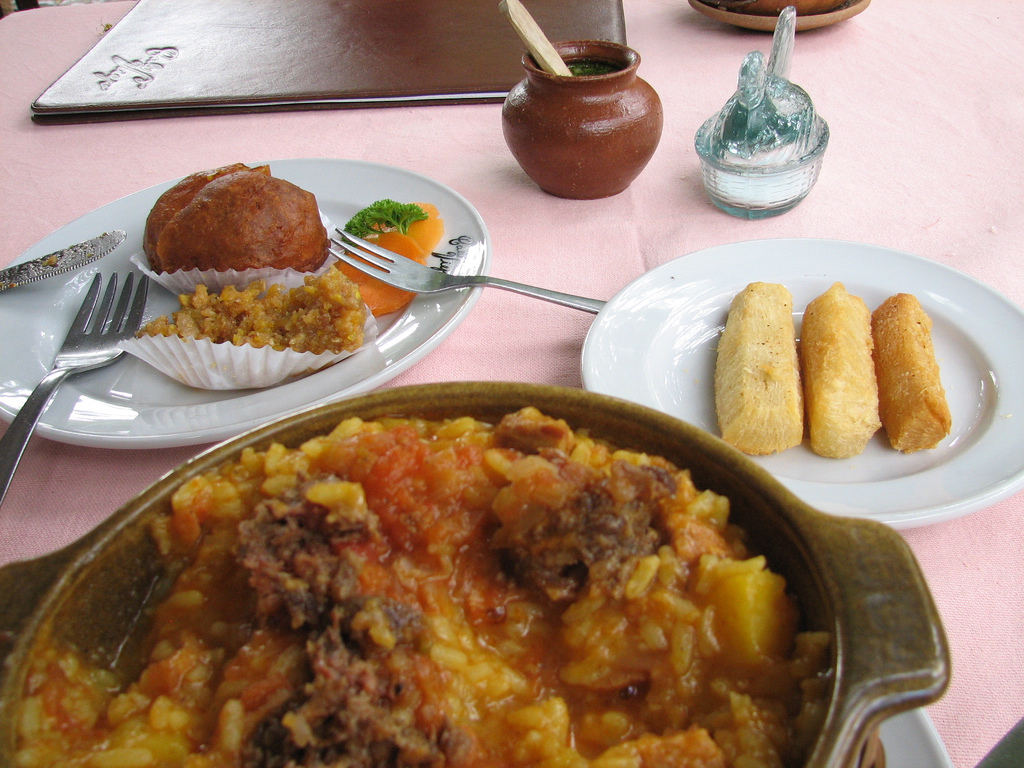
Arroz atollado.

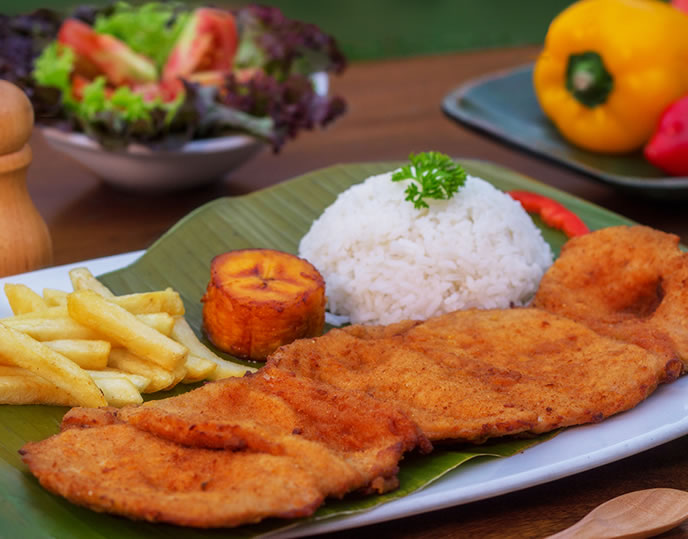
Chuleta valluna

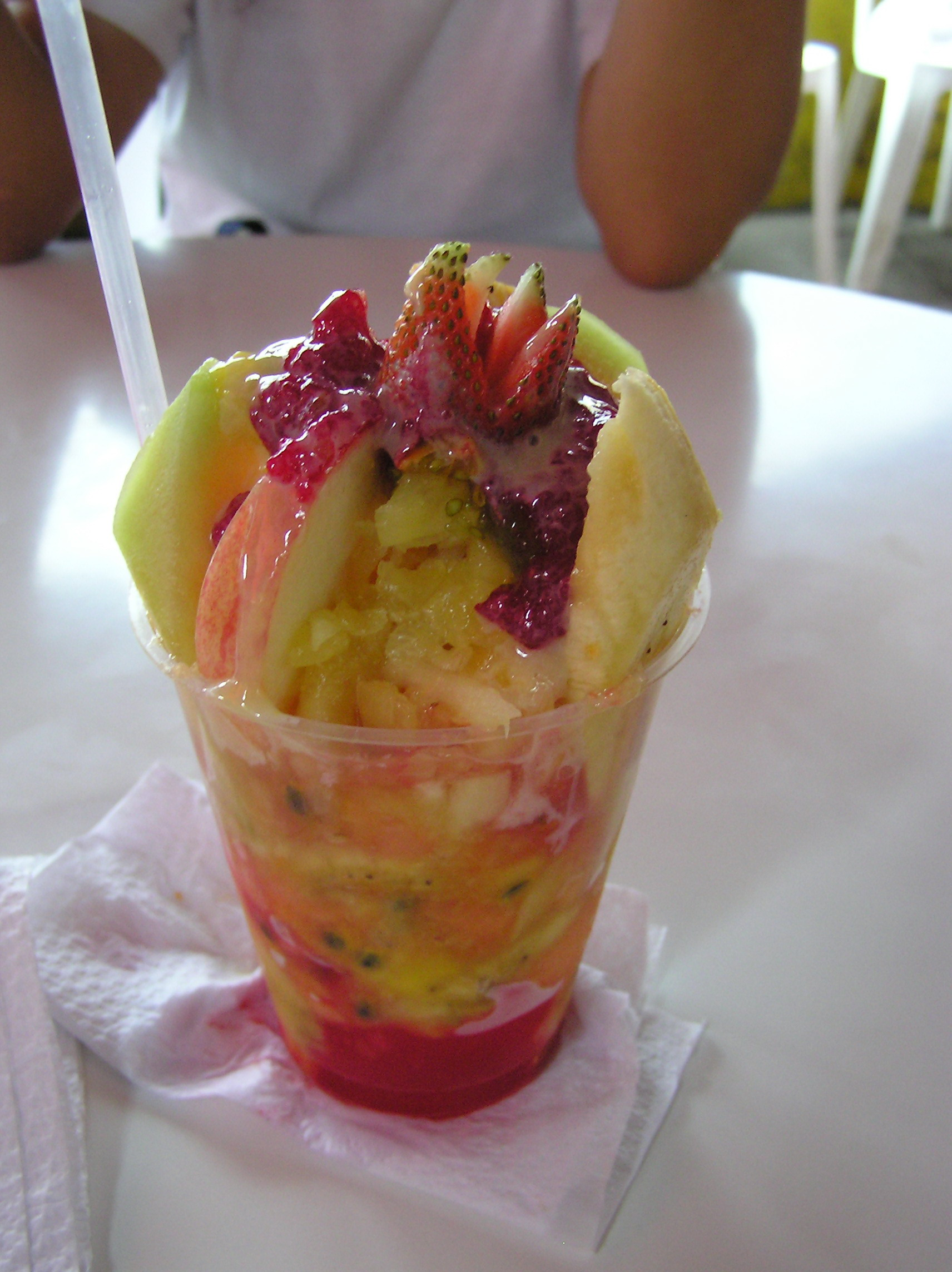
Cholado originario de Jamundí.

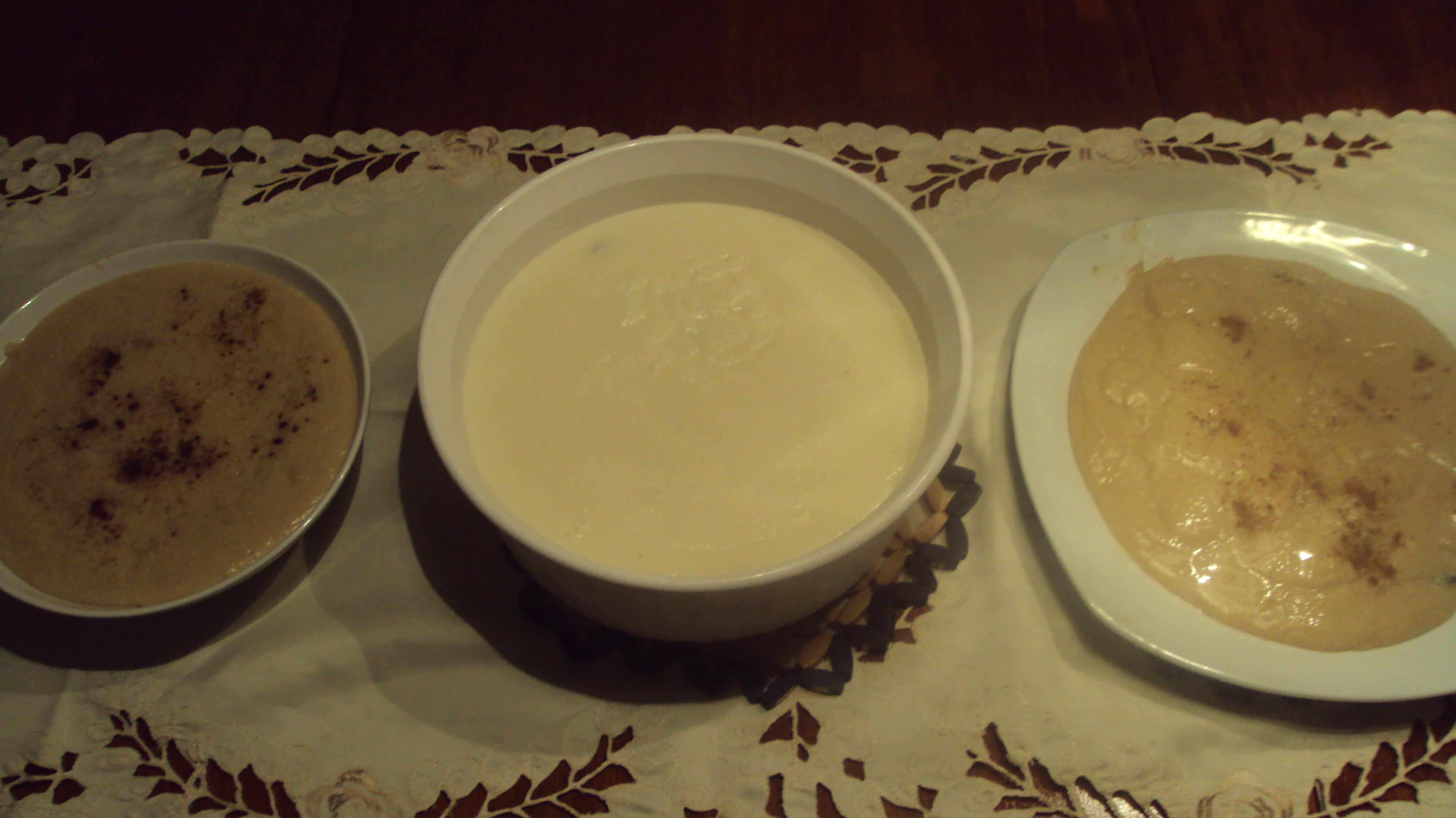
Manjar blanco en el centro, a los lados, natilla.

La cocina vallecaucana se originó de la cocina del Cauca Grande e incluye ingredientes de la cocina del litoral Pacífico.
|  | Amasijos y Principios - Pandebono - Arepa valluna - Panderos - Aborrajados - Empanadas vallunas - Tostadas con hogao - Masitas de choclo tierno - Plátano asado con queso - Marranitas - Torta de chontaduro - Cuaresmeros - Torta de maduro Bebidas - Champús - Lulada - Jugo de borojó - Jugo de chontaduro - Sorbete de badea Dulces y Postres - Cholado - Caspiroleta - Gelatina blanca y negra (Andalucía) - Manjar blanco - Dulce desamargado - Torta de pastores - Macetas - Dulce de leche - Dulce de yuca - Dulce de coco - Dulce de orejera - Dulce de mango - Dulce de arroz - Dulce de guayaba - Cocadas - Cucas - Tajadas en melado |  | Platos y Sopas - Arroz atollado - Chuleta valluna - Tamales vallunos - Tamal de Piangua - Pusandao - Fiambre - Sancocho de gallina - Sancocho de cola - Cus-cus - Arroz de panela - Viuda de pescado - Sancocho de carne salada |

### Cauca
En 2005, la Unesco designó a la ciudad de Popayán como la primera ciudad de la gastronomía por su variedad y significado para el patrimonio intangible de los colombianos. La cocina caucana fue seleccionada por mantener sus métodos tradicionales de preparación a través de la tradición oral. Entre sus preparaciones: tripazo de maní, tamal, empanada, pipián, carantanta, aplanchado, champús, lulada, entre otros.

## Región Caribe

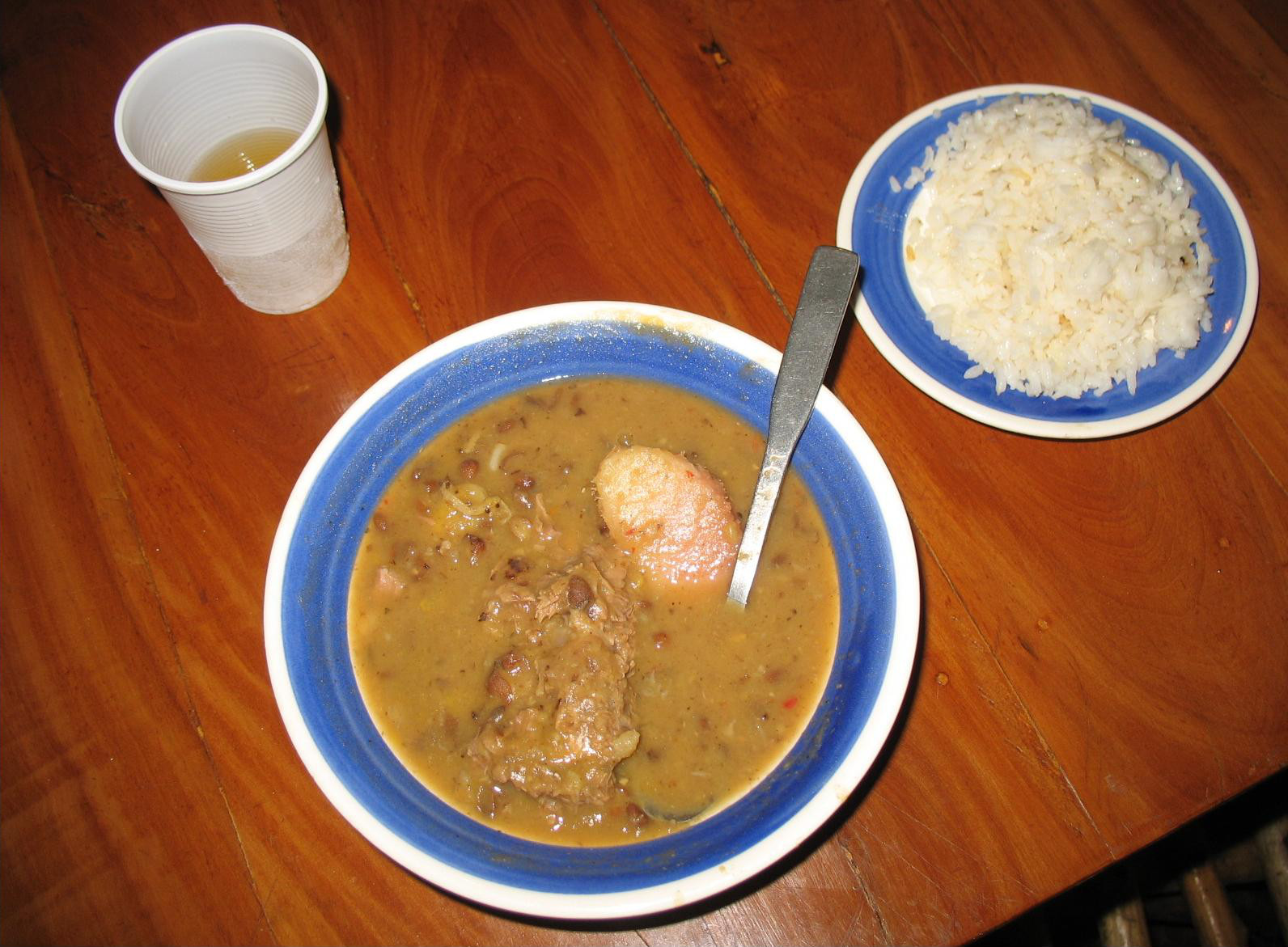
Guandules con carne salada.
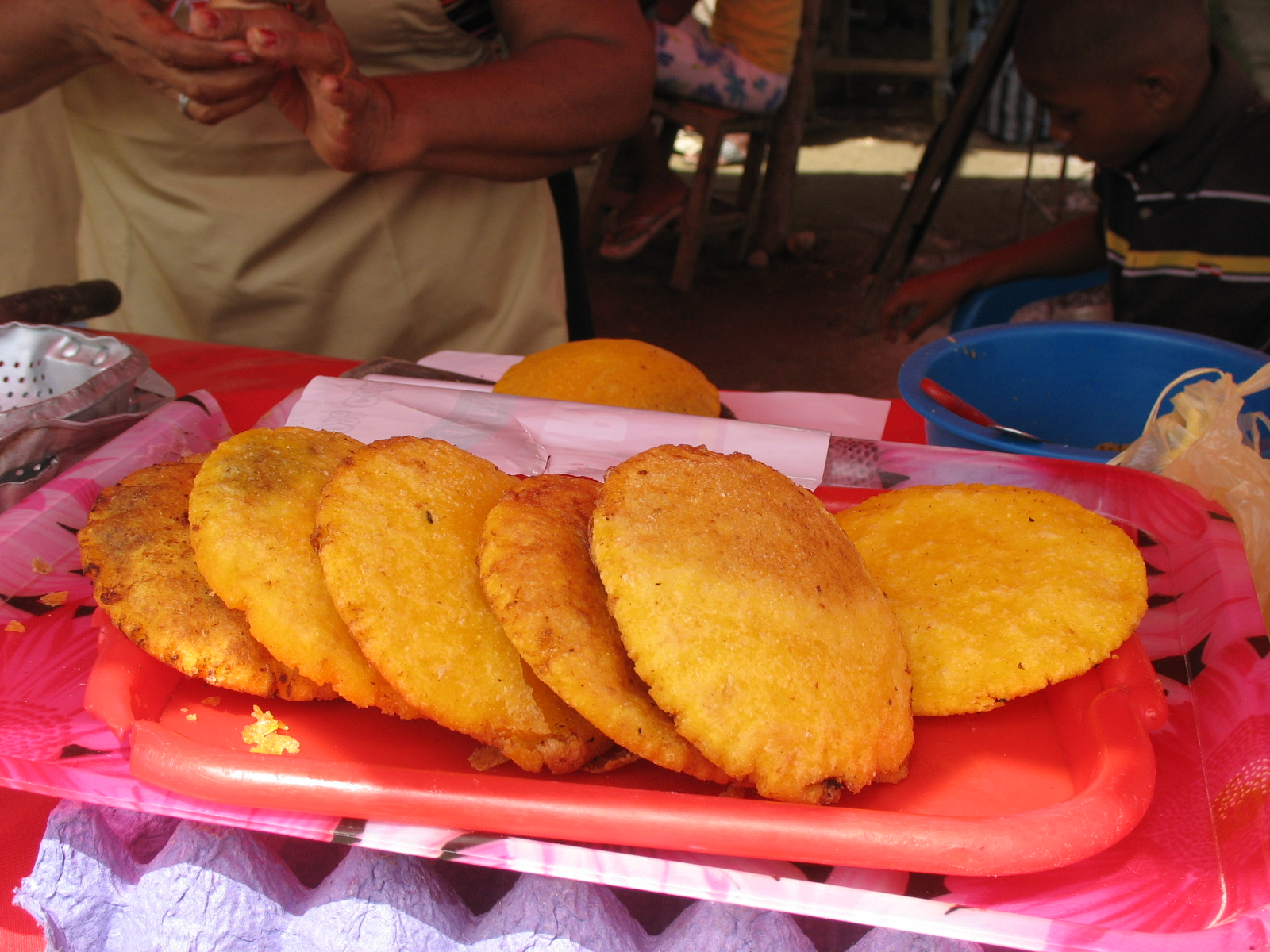
Arepas de huevo.
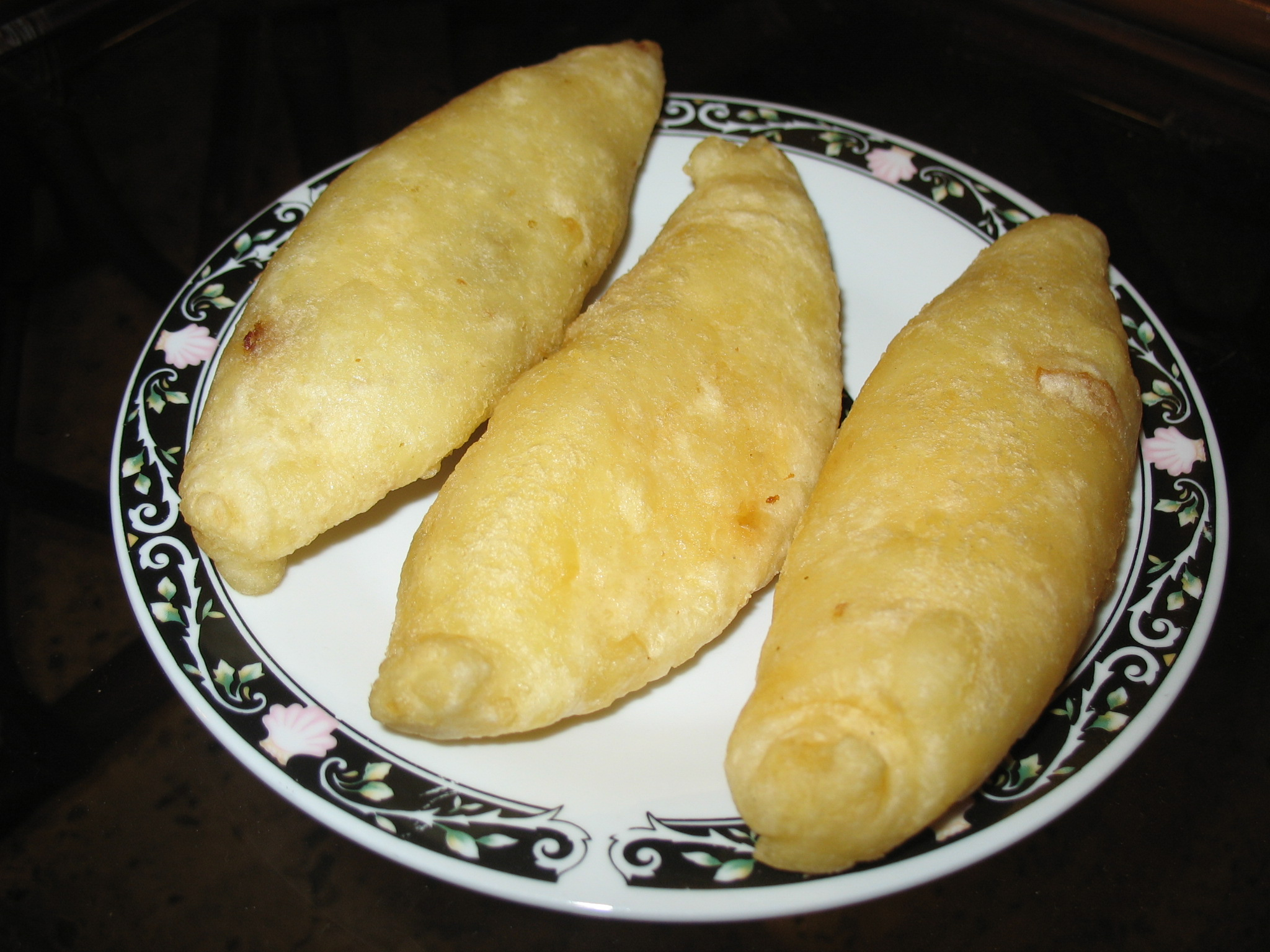
Carimañolas.
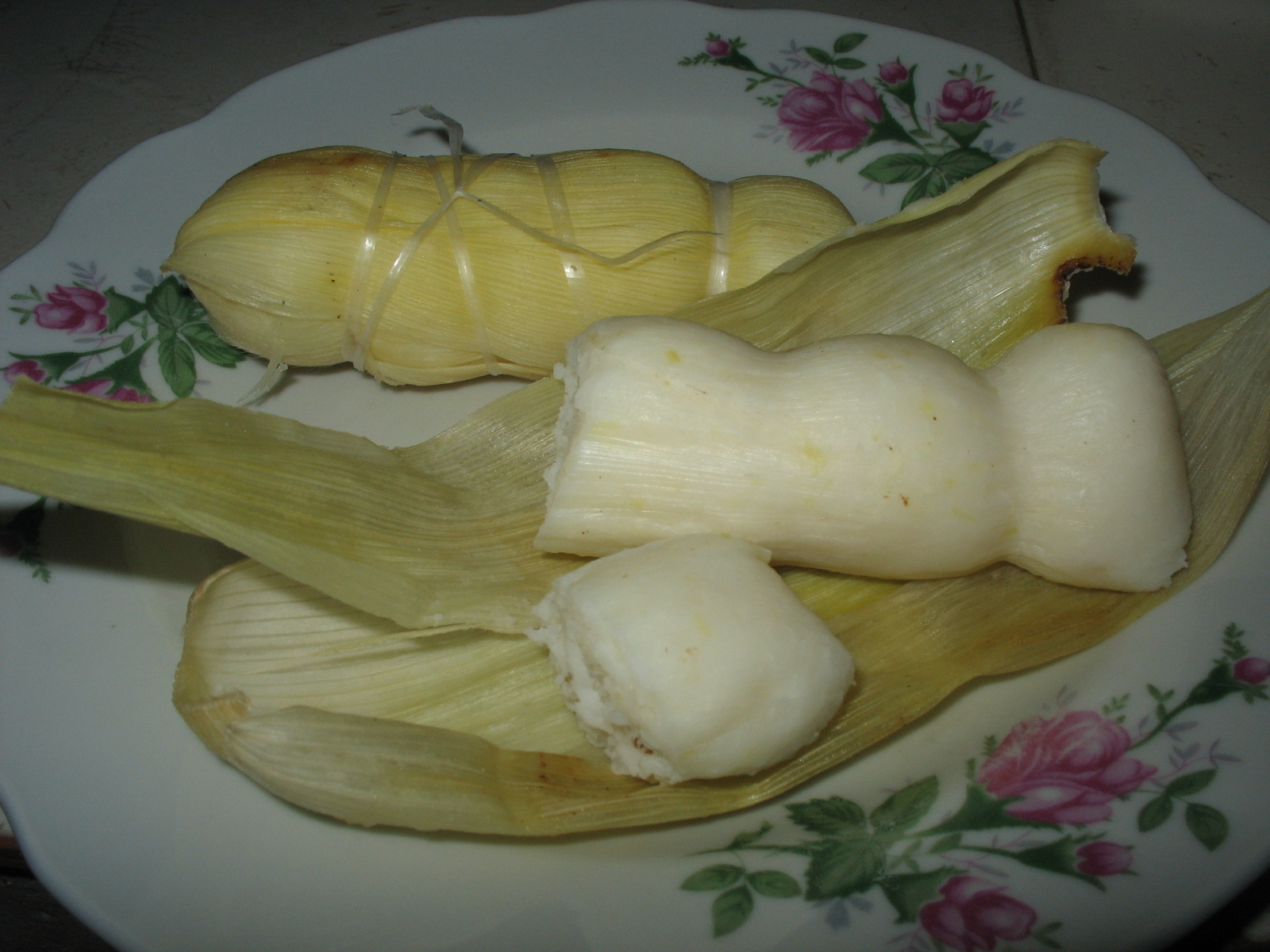
Bollo limpio.

Los platillos del Caribe colombiano varían en preparación e ingredientes por región, e incorporan las tradiciones de las culturas indígena, europea, negra, árabe y mestiza.}
En el Caribe colombiano el platillo más popular es el sancocho, que varía en preparación e ingredientes: sancocho de mondongo, de costilla, de guandú con carne salada, de rabo, de pescados, de mariscos, de tortuga, de gallina y de chivo, entre otras especies. Otros platos son fritos como las arepas hechas a base de maíz (también pueden ser asadas), de las cuales la arepa de huevo es la más famosa, la empanada, el patacón, las carimañolas a base de yuca, el friche (a base de las vísceras del chivo) y los quibbes; derivados de la leche como el queso costeño y el suero atollabuey, que acompaña especialmente los bollos de maíz o de yuca; pescados en variadas preparaciones como el bocachico o la mojarra, la cazuela de mariscos, los cócteles de mariscos; arroces como el arroz con coco y el arroz de lisa; animales de monte en distintas preparaciones como la icotea, la tortuga frita o el pisingo; dulces como el enyucado, las alegrías, las tortas o las cocadas; bebidas como el agua de panela, el raspao, los jugos de corozo y tamarindo, y entre las bebidas alcohólicas, el ron. Frutas como la patilla, la guayaba, el zapote, el níspero, el anón, la guanábana, el tamarindo, el corozo, y el marañón; y múltiples preparaciones como el cayeye, las butifarras, el cabeza de gato, los pasteles y tamales, entre otros también forman parte de los ingredientes de los platos típicos colombianos.
La gastronomía del Caribe Colombiano es la única culinaria regional influida por una cocina distinta de la amerindia, la negra y española, al incorporar platos de origen árabe como la boronía o el quibbe, el simismiyeh (turrón de ajonjolí), el arroz árabe, llamado también arroz de fideo, el arroz de almendras, los buñuelos de lentejas o falafel, la pasta de ajónjolí, también al desarrollar otros como el, suero atollabuey, basado en el Labneh, o los dulces de Semana Santa con base en los siropes y almíbares, e ingredientes como la berenjena, el trigo y una amplia gama de condimentos, especias y verduras.
En la gastronomía del Caribe colombiano se encuentran ingredientes como pescados de mar y de río, mariscos, carne de res, pollo, cerdo, animales de monte, yuca, plátano, ñame, legumbres, derivados de la leche, arroz, maíz y frutas nativas. El platillo más popular de la región es el sancocho que varía en preparación e ingredientes: de res, pescado, mariscos, tortugas, gallina, chivo, venado, entre otras especies nativas.
La gastronomía propia de Cartagena de Indias se asienta en gastronomías tradicionales llegadas de España y varios sitios de África, que más tarde se convertirían en la base para la creación de su propia gastronomía. Una de las más populares tradiciones gastronómicas es la venta de frutas, de origen africano, por parte de las palenqueras que se encargan de vender en varios puntos de la ciudad, fruta fresca o a manera de salpicón.
El Carmen de Bolívar se caracteriza por las galletas chepacorinas, casadillas de coco y panochas. En sus alrededores se consiguen los diabolines (producto típico de la subregión de La Sabana), las galletas María Luisa y enyucados.

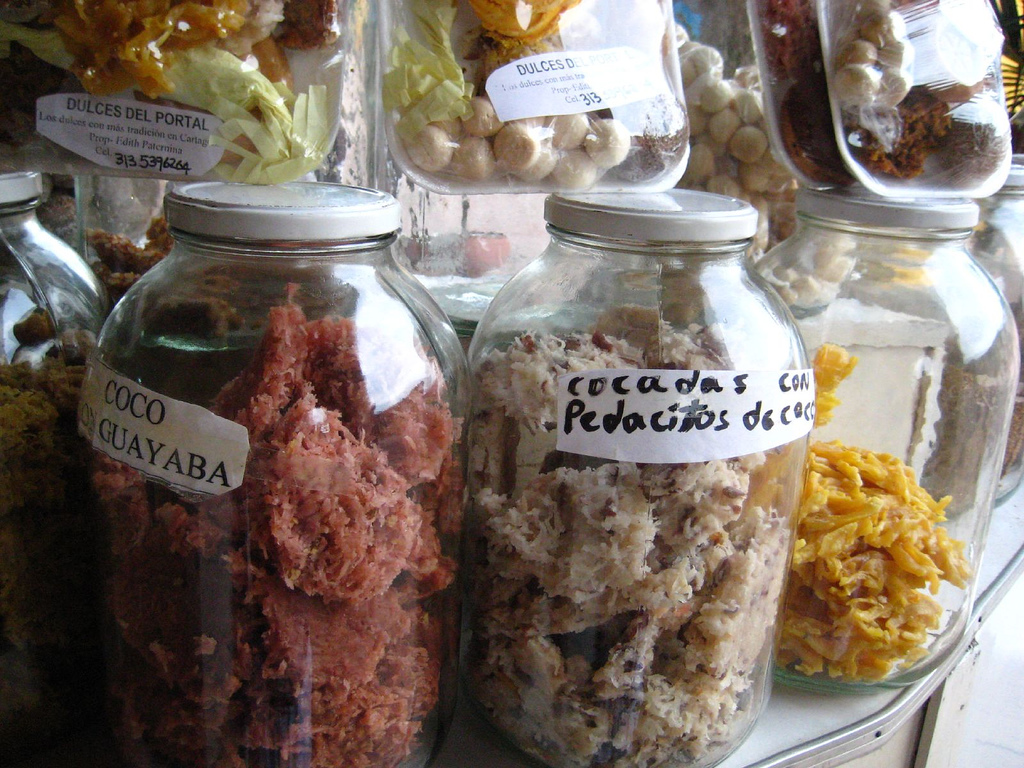
Cocadas.
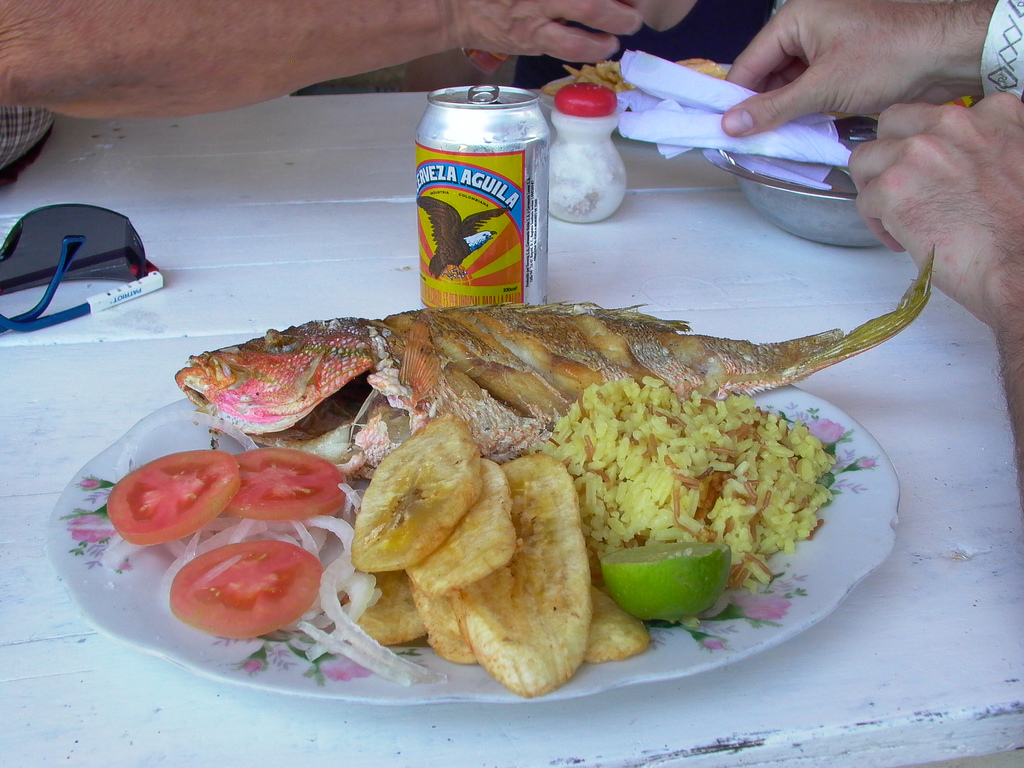
Pargo rojo con tajadas, arroz y ensalada.
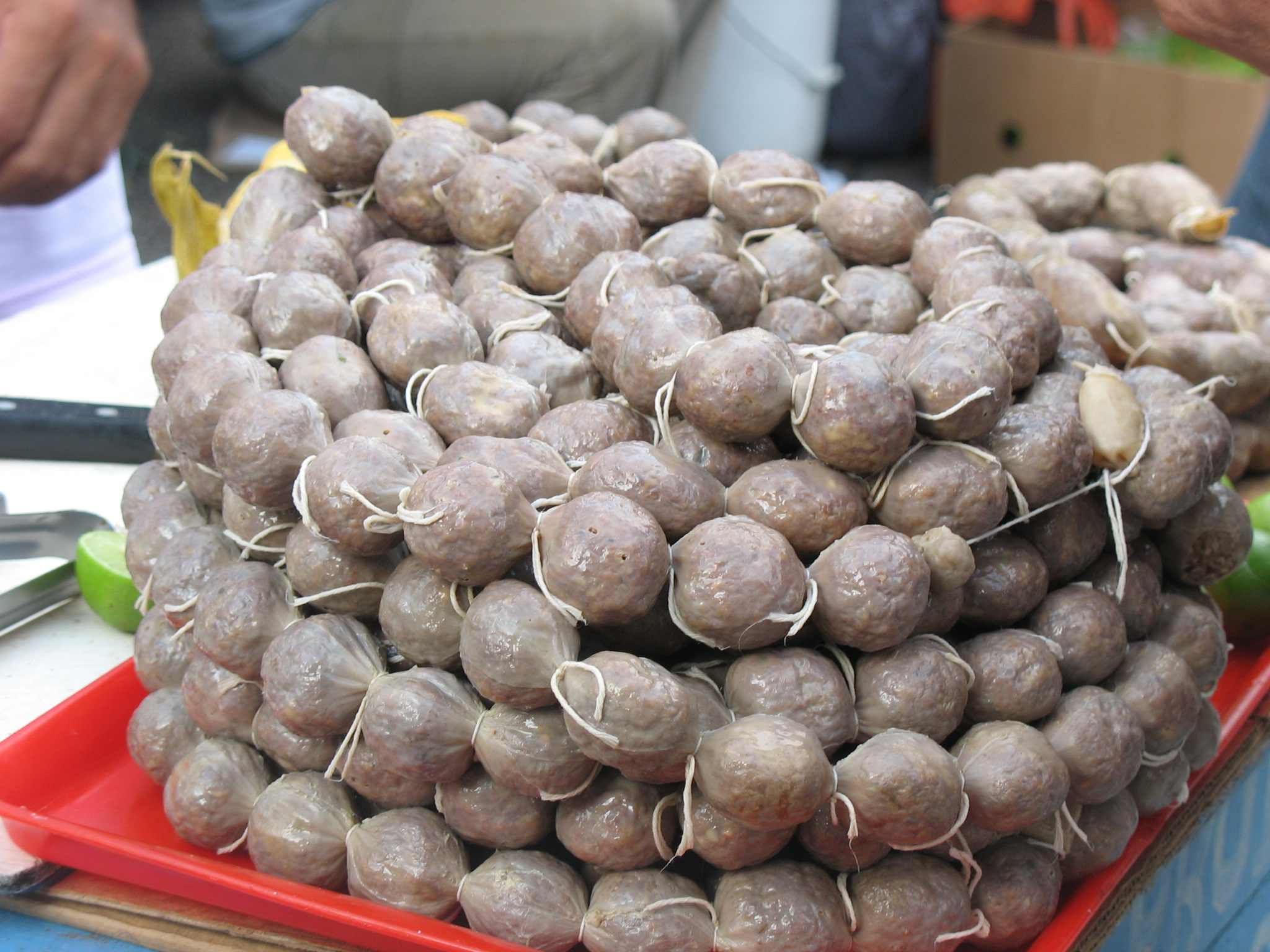
Butifarras soledeñas.

| Platos fuertes y entradas - Arroz apastelado - Arroz con bocachico - Arroz con cangrejo - Arroz con coco - Arroz con coco y camarón - Arroz con pollo - Arroz de asadura - Arroz de camarón - Arroz de chipi-chipi - Arroz de fideos o de palito |  | - Arroz de fríjol cabecita negra - Arroz de lentejas - Arroz de lisa - Arroz de mariscos - Arroz de pajarito - Arroz de plátano maduro - Arroz de verduras - Arroz de sardinas - Arroz de atún - Arroz de cerdo |  | - Arroz de mollejas - Arroz de camarón y chipi-chipi - Cucayo Carne - Carne en bisté - Carne en posta - Carne puyada - Carne desmechada - Carne guisada - Carne molida - Sancocho de bocachico - Sancocho de carne salada - Sancocho de costilla - Sancocho de jurel - Sancocho de gallina - Carnero guisado a la sinuana - Conejo guisado |  | - Sancocho de hueso - Sancocho de médula - Sancocho de rabo - Sancocho de sábalo - Sancocho trifásico - Sancocho de cabeza de cerdo ahumado - Sancocho de pato - Sancocho de pavo - Sancocho de cerdo salado - Sancocho de ubre salada |  | - Sancocho de barbudo - Sancocho de cabeza de gato - Sancocho de candia ahumada - Sancocho de chanfaina o bofe molido - Sancocho de chicharrón - Sancocho de guandú con carne salada - Sancocho de mondongo - Ayaco - Mazamorra de maíz biche - Mazamorra de plátano - Peto costeño de maíz blanco |  | - Sopa de fríjol cabeza negra - Mote de queso - Sopa de ñame sorda - Sopa de ojo - Sopa de patacón - Sopa de huevo - Sopa de pichón - Mote de auyama - Mote de cabeza de bagre - Mote de palmito |  | Postres/Dulces - Chepacorina - Diabolín - Cocadas - Casadilla de Coco - Galleta María Luisa - Galleta de Limón - Dulces de Semana Santa o rasguñaos - Enyucado - Almojábana - Panochas - Raspao | Pasabocas - Buñuelo de fríjol cabecita negra - Buñuelo de mazorca - Carimañola - Dedito de queso - Empanada - Quibbe - Patacón | Pescados y mariscos - Bacalao riohachero - Bagre frito - Bocachico arrollado a la parrilla - Bocachico en cabrito - Bocachico frito - Bocachico cubierto a la sinuana - Bocachico a la majuana - Huevas de pescado - Lebranche frito - Mojarra frita |  | - Pargo guisado con leche de coco - Salpicón de bagre - Sierra en posta - Viuda de bocachico - Cóctel de camarón - Cóctel de ostras - Cóctel de mariscos - Cazuela de mariscos - Langosta al coco |

|  | Arepas y bollos - Arepa - Arepa de huevo - Arepa dulce - Arepuelas - Bollo limpio - Bollo de mazorca - Bollo de plátano - Bollo de angelito - Bollo de yuca - Bollo de huevera de bocachico |  | Bebidas - Chicha de cañandonga - Chicha de maíz cortada con batata - Jugo de corozo - Jugo de mango - Jugo de guanábana - Jugo de guayaba - Jugo de guineo - Jugo de melón - Jugo de patilla - Jugo de níspero |  | - Jugo de papaya - Jugo de sábila o aloe - Jugo de tamarindo - Jugo de zanahoria - Jugo de zapote - Chicha de algarrobo - Chicha de arroz cortada con batata - Chicha de piña arroz - Agua de arroz - Agua de maíz - Agua de panela - Boli - Chirrinchi |  | - Guandolo - Horchata - Tutti-Frutti - Ron Otros platos - Empanadas de Pueblo Bello - Barraquete - Beltranitas - Bizcochuelo - Boronía - Butifarra soledeña - Casabe - Casabitos - Cabeza de gato - Cafongos - Cayeye - Celele - Chicharrón - Chicheme - Chilonga |  | - Chuzo desgranado - Costilla de cerdo en viuda - Cuques - Dulce de caballito - Ensalada de ñame - Friche - Guiso (salsa) - Gallina al coco - Hayaca - Higadete - Lengua a la cartagenera - Lengua en salsa - Majuana - Mingüí - Mongomongo |  | - Pastel (plato hermano del tamal, pero a base de arroz) - Plátano pícaro - Pollo guisado - Pollo jatto - Queques - Queso costeño - Queso en capa - Suero atollabuey - Tortilla de plátano - Viuda de carne salada - Viuda de yuca con queso - Yucasá |

## Región Suroccidental
La cocina más representativa es la del Nudo de los Pastos, emparentada con la gastronomía ecuatoriana.
La gastronomía pastusa es muy reconocida por sus muy singulares componentes y algunos de sus platos típicos como el cuy asado.

### Gastronomía de Nariño

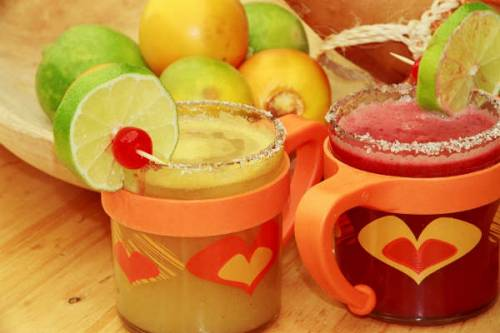
Hervidos pastusos de lulo y mora.

| Entradas y platos fuertes - El cuy, conejillo de Indias, principalmente asado a la brasa. - La fritada: especie de fricasé de carne generalmente de cerdo y que se acompaña con mote, maíz tostado, papas con cáscara o con llapingachos (tortillas de papa). - El mote (maíz tierno pilado y cocido). - El hornado (cerdo preparado al horno, acompañado de mote). - La trucha arcoíris. |  | Bebidas - Los hervidos (bebida calientes preparada a base de jugo de frutas, usualmente lulo, mora, o maracuyá, y licor tipo aguardiente o chapil). - Los canelazos: La bebida anterior, preparada con infusión de canela. - El champús. |  | - La juanesca o fanesca, un plato típico tradicional en la Semana Santa a base de zapallo o auyama. - Sopas y guisados de ollocos o ullocos - Las habas tostadas o cocinadas, con queso y choclo. - La sopa poleada. - El locro (sopa de verduras). |  | Dulces y postres - El tamal con masa de dulce. - Dulce de chilacuán o papayuela. - Postres de natas o de leche. - Los helados de paila (helado artesanal (elaborado en paila de cobre sobre hielo picado) usualmente de leche y de jugo de mora. - Los quimbolitos. - Las almendras de leche (dulces cuya forma característica es de una almendra pues se elaboran con leche y canela). - Las colaciones de azúcar (bombones coloreados de caramelo batido con anís): |  | Otros platos - Pepinos rellenos. - Morcillas. - Viudo de pescado. - Sopa de indios. - Mondongo. - Dulce de guanábana. - Cascos de guayaba. - Arequipe o dulce de leche. - Sancocho de gallina. - Tamal de pipian. |  | Panes (amasijos) - Las pambasas (pan tradicional). - Las allullas (pan de dulce tradicional). - Las Empanadas de harina con guiso base en arroz cocido y arveja (el guiso compuesto puede variar infinitamente). - Las Empanadas de añejo con guiso base en arroz cocido y arveja. - Las hojaldras o tortillas de harina. - los deditos de queso. - El pastel de queso (pastelillos elaborados en hojaldre blando dulce). - Las orejas (hojaldre sólido y azúcar). - Las berlinas (especie de donut). |

## Llanos Orientales

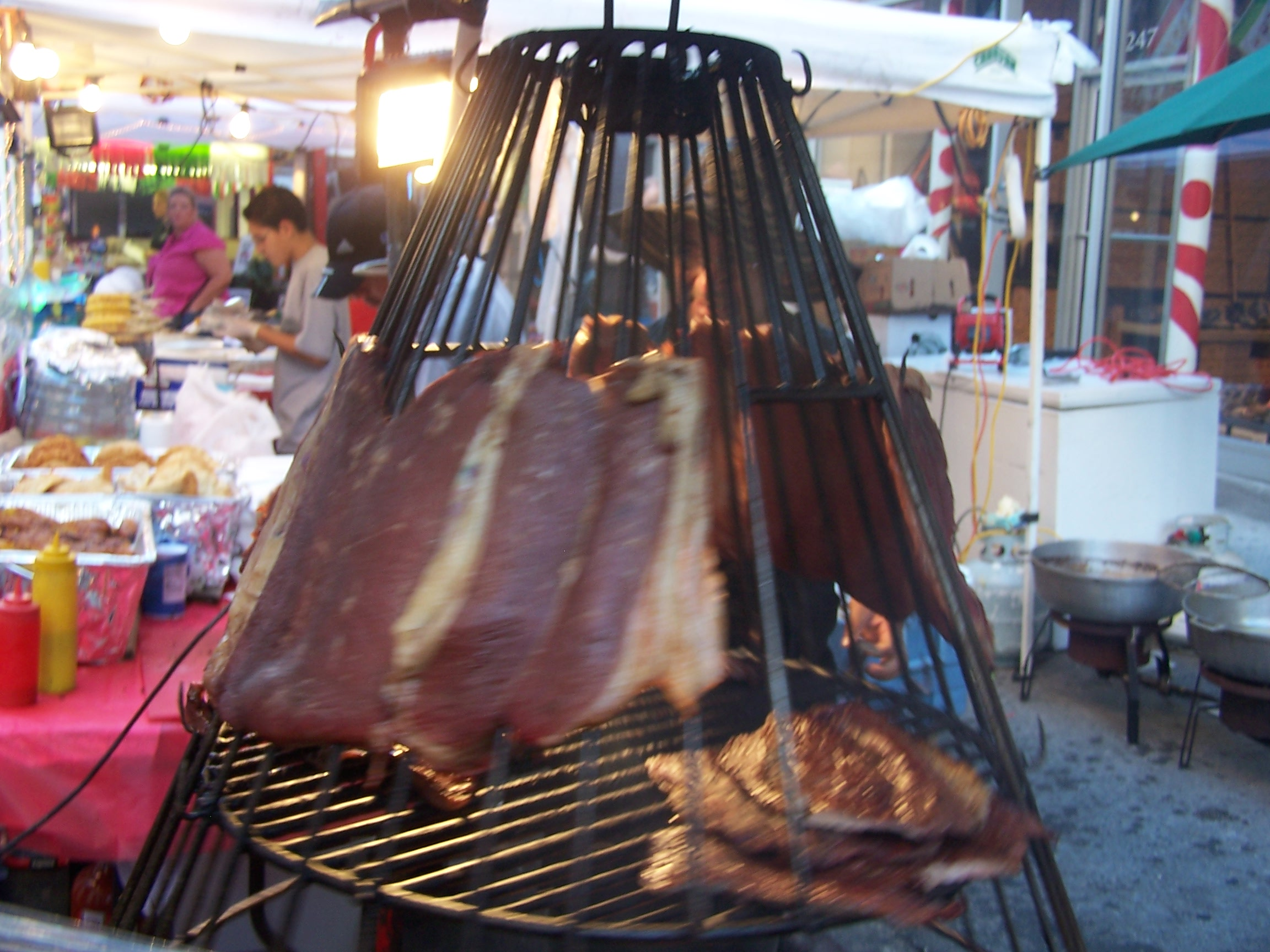
Ternera a la llanera.

|  | Platos fuertes - Ternera a la llanera o mamona - Carne a la perra - Carne en zurrón - Cachama en salsa o "sudada" - Mojarra frita - Carapacho de morrocoy - Ocarro a las brasas - Chanfaina - Amarillo a la Monseñor |  | - Empantalonao de Morrocoy o Galápago - Guiso de curitos - Picadillo criollo - Pisillo de Chigüire o molido de Chigüire - Pisillo de Cola de Baba - Sancocho Criollo de Cachicamo - Sancocho de Bagre - Tamales |  | Otros platos - Pan de arroz - Dulce de Huevo de Terecay - Plátano maduro o verde con carne frita - Tortilla de huevos de baba - Hallaca criolla - Tungos de arroz - Capón de ahuyama - Cachapas de maíz tierno - Plátano maduro o tungo de arroz y yuca asada. - Plátano maduro con queso - Arepa de arroz |

## Principales festivales y cocineros
La mejor opción para probar los platos nacionales es asistir a los diferentes festivales gastronómicos del país, tales como Alimentarte, Congreso Gastronómico de Popayán, Sabor Barranquilla, Cafés de Colombia Expo y Expovinos y las demás ferias del Grupo Éxito.
- Anderson Gómez
- Mark Rausch
- Jorge Rausch
- Nicolás de Zubiria
- Pedro Peña Mojica
- Juan Manuel Barrientos
- Harry Sasson
- Andrés Jaramillo
- Teresita Román de Zurek
- Sofía Ospina de Navarro
- Leonor Espinosa
- Catalina Vélez
- Juan Camilo Garzón
- Paul Loaiza
- Gustavo Echeverry
- Diego Urbano
- Carlos A. Ibáñez